# Idalin (Radom)
Idalin – dzielnica w południowo-wschodniej części Radomia.
W latach 90. XX wieku na terenie dzielnicy powstało osiedle domów wielorodzinnych. 
Na terenie Idalina znajduje się szkoła podstawowa oraz kościół parafialny pod wezwaniem św. Stefana. Przy parafii działają organizacje katolickie; wśród nich są szczepy Stowarzyszenia Harcerstwa Katolickiego "Zawisza".